# توفيق قادربوه
توفيق قادربوه
شاعر ومؤلف ومخرج مسرحي
توفيق أحمد محمد السنوسي قادربوه المغربي، شاعر أغنية وسيناريست وكاتب ومخرج مسرحي ليبي من مواليد مدينة بنغازي عام 1984

## الحياة العلميّة
- حاصل على البكالوريوس في برمجيات الحاسوب من جامعة بنغازي (2006).
- حاصل على دبلوم عالي في المسرح من أكاديمية الفنون بالقاهرة (2016).

## الحياة العملية
- أستاذ محاضر بوزارة التعليم الليبية من عام 2015 حتى الآن.
- مستشار قسم النشاط المسرحي بوزارة التربية والتعليم الليبية.
- رئيس فرقة البراقع للفنون المسرحية - بنغازي

## الشعر الغنائي
قادربوه شاعرٌ غنائيٌّ كتب لعدّة مغنين ليبيين منهم: سيف النصر، مريم السعفي،سعد محمود، رافع العكوكي، وأخرين، وأصدر أكثر من ثلاث دواوين شعرية مسموعة.

## المسرح
كتب ما يزيد عن 20 نصًّا مسرحيًّا بين مسرحيات موجهة للأطفال والكبار، وبين نثريّة وشعريّة. من أعماله المسرحيّة:
- مسرحيّة «الجثة».
- مسرحيّة «الوصيد»، التي مثلت ليبيا في أكثر من 9 مهرجانات دولية.
- مسرحيّة «نجع الغيلان» المشاركة في أيام قرطاج المسرحية 2024.

## الأعمال المسرحية
- السجين ( دراماتورج)

- الجثة (مؤلف ومخرج)

- المارشال (مؤلف ومخرج)

- الكسيح (مؤلف ومخرج)
- وجهي الباطن (مؤلف ومخرج)
- فريجوليا (مؤلف ومخرج)
- ظل ميت ( مؤلف ومخرج)

- الوصيد (مؤلف ومخرج)
- معمعة (مؤلف ومخرج)
- نوق (مؤلف)
- وداد (مؤلف)
- الزنبرك (مؤلف)
- كابتن اكس (مؤلف)
- شغف (مؤلف)

- وشج (مؤلف)
- نجع الغيلان (مؤلف ومخرج)
- ميدان الوندال (مؤلف)
- منك بيدك (مؤلف)
- قطار مونز (مؤلف)

## أخرى
- «العشم»: مسلسل تلفزي.
- «كورسات اشتيوي»: مسلسل تلفزي.
- «ديرو حل»: مسلسل تلفزي.
- «3 فازي »: مسلسل تلفزي.
- «جمهورية زلحة»: مسلسل تلفزي.
- «تبرم وتلف»: مسلسل تلفزي.
- «المعلم»: مسلسل تلفزي.
- «شيركويت»: مسلسل تلفزي.
- «ضحك عشوائي»: مسلسل تلفزي.
- «حايسة»: مسلسل تلفزي.
- «برونزيني»: مسلسل تلفزي.
- «الكمين»: فيلم سينمائي.

## الجوائز
- أفضل شاعر شاب :  2003 - سبها

- أفضل شاعر شاب :  2004 - الخمس

- أفضل شاعر شاب :  2006 - مصراتة

- أفضل نص مسرحي مدرسي "الجثة" عام 2017

- العرض المتكامل "الجثة" بنغازي 2017
- افضل مخرج "الجثة" بنغازي 2018

- افضل مخرج "وداد" بنغازي 2019
- افضل نص "وجهي الباطن" عام 2020

- افضل نص "الكسيح" نابل 2021

- أفضل ممثل " الوصيد " بنغازي 2021

- أفضل عرض " الوصيد " بنغازي 2021

- أفضل ممثل " الوصيد " سيدي بوزيد 2021

- أفضل عرض ثان " الوصيد " سيدي بوزيد 2021

- أفضل نص " الوصيد " القيروان 2022

- أفضل ممثل " الوصيد " القيروان 2022

- العرض المتكامل " الوصيد " القيروان 2022

- جائزة النص " ظل ميت " المنستير 2023

- جائزة سينوغرافيا " ظل ميت " المنستير 2023

- جائزة أفضل مخرج " معمعة " الكاف 2023

- جائزة الأداء الجماعي " معمعة " الكاف 2023

- جائزة لجنة النقاد " معمعة " الكاف 2023

- جائزة أفضل نص " الوصيد " تونس 2024

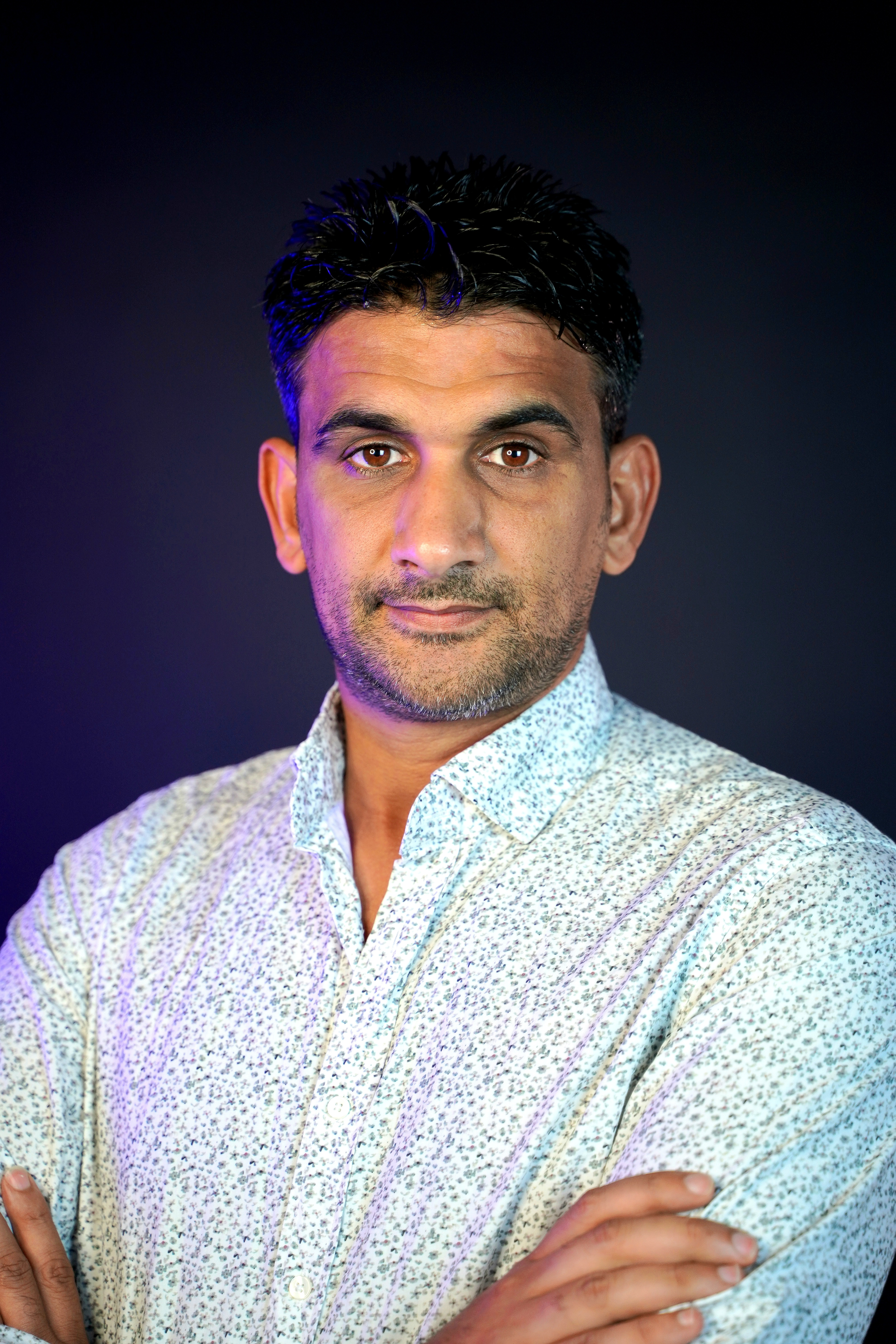